# Eumorphus insignis
Eumorphus insignis es una especie de coleóptero de la familia Endomychidae.

## Distribución geográfica
Habita en Sumatra.